# Sinal de Trousseau de malignidade
O sinal de Trousseau de malignidade é um sinal médico encontrado em alguns cânceres e é associado com hipercoagulabilidade. Também é conhecido como síndrome de Trousseau, sendo distinto do sinal de Trousseau de tetania latente. A síndrome envolve trombose venosa extensa e recorrente mesmo com o tratamento anticoagulante. Armand Trousseau foi a primeira pessoa a descrever este achado, encontrando-o em si próprio. Em seguida ele foi diagnosticado com câncer de pâncreas e morreu logo em seguida.
Algumas malignidades, especialmente adenocarcinomas do pâncreas e pulmão, estão associadas com hipercoagulabilidade (a tendência aumentada de formar coágulos sanguíneos) por razões que ainda não são completamente compreendidas, mas podem estar relacionadas a fatores secretados pelos tumores.